# ایالت مونته‌ویدئو
ایالت مونته‌ویدئو (به لاتین: Montevideo Department) یک ایالت اروگوئه است.

## خصوصیات
ایالت مونته‌ویدئو ۱٬۳۱۹٬۱۰۸ نفر جمعیت دارد.